# Raya Raghunatha Tondaiman
Raya Raghunatha Tondaiman (Pudukkottai, maggio 1738 – Pudukkottai, 30 dicembre 1789) fu raja di Pudukkottai dal 1769 al 1789.

## Biografia

### I primi anni
Raya Raghunatha Tondaiman nacque nel maggio del 1738 da Vijaya Raghunatha Raya Tondaiman I e da sua moglie, Rani Nallakatti Ayi Sahib. Egli era l'unico figlio della coppia e venne educato con tutori privati.

### Il regno
Raya Raghunatha Tondaiman succedette al trono alla morte di suo padre il 28 dicembre 1769. Il suo regno fu in gran parte pacifico ed egli stesso si dedicò ad opere culturali di rilievo come la sua opera principale, Parvathi Parinyamu, scritta in lingua telugu.
Raya Raghunatha Tondaiman morì il 30 dicembre 1789 dopo 20 anni di regno. In assenza di eredi maschi atti a succedergli, Raya Raghunatha Tondaiman venne succeduto da suo cugino di primo grado, Vijaya Raghunatha Tondaiman.

### Matrimonio e figli
Raya Raghunatha Tondaiman ebbe una sola figlia:
- Rajkumari Perumdevi Ammal Ayi Sahib